# A Collection of Songs Written and Recorded 1995–1997
A Collection of Songs Written and Recorded 1995–1997 a Bright Eyes debütáló albuma, egyben Conor Oberst első, kereskedelmi forgalomban megjelent lemeze, amelyet 1998. január 10-én adott ki a Saddle Creek Records.
Az album a Saddle Creek Records 19. kiadványa.

## Számlista
Az összes dal szerzője Conor Oberst. 
| 1.    | The Invisible Gardener                   | 2:24 |
| 2.    | Patient Hope in New Snow                 | 4:07 |
| 3.    | Saturday as Usual                        | 3:38 |
| 4.    | Falling Out of Love at This Volume       | 2:17 |
| 5.    | Exaltation on a Cool Kitchen Floor       | 2:26 |
| 6.    | The Awful Sweetness of Escaping Sweat    | 4:05 |
| 7.    | Puella Quam Amo Est Pulchra              | 3:11 |
| 8.    | Driving Fast Through a Big City at Night | 2:11 |
| 9.    | How Many Lights Do You See?              | 3:31 |
| 10.   | I Watched You Taking Off                 | 3:57 |
| 11.   | A Celebration Upon Completion            | 4:15 |
| 12.   | Emily, Sing Something Sweet              | 3:01 |
| 13.   | All of the Truth                         | 3:44 |
| 14.   | One Straw (Please)                       | 2:49 |
| 15.   | Lila                                     | 2:51 |
| 16.   | A Few Minutes on Friday                  | 4:08 |
| 17.   | Supriya                                  | 2:29 |
| 18.   | Solid Jackson                            | 4:31 |
| 19.   | Feb. 15th                                | 4:06 |
| 20.   | The 'Feel Good' Revolution               | 3:31 |
| 67:12 |                                          |      |

## Közreműködők
- Conor Oberst – ének, dob, pengetés, ritmus, billentyűk,hangok, szövegírás
- Ted Stevens – dob
- Todd Fink – hangok, dob
- M. Bowen – balkezes dob
- Neely Jenkins – háttérének
- Matthew Oberst, Sr. – pengetés

## Fordítás
Ez a szócikk részben vagy egészben  az   A Collection of Songs Written and Recorded 1995–1997 című angol Wikipédia-szócikk ezen változatának fordításán alapul.  Az eredeti cikk szerkesztőit annak laptörténete sorolja fel. Ez a jelzés csupán a megfogalmazás eredetét és a szerzői jogokat jelzi, nem szolgál a cikkben szereplő információk forrásmegjelöléseként.